# Gastfeldstraße

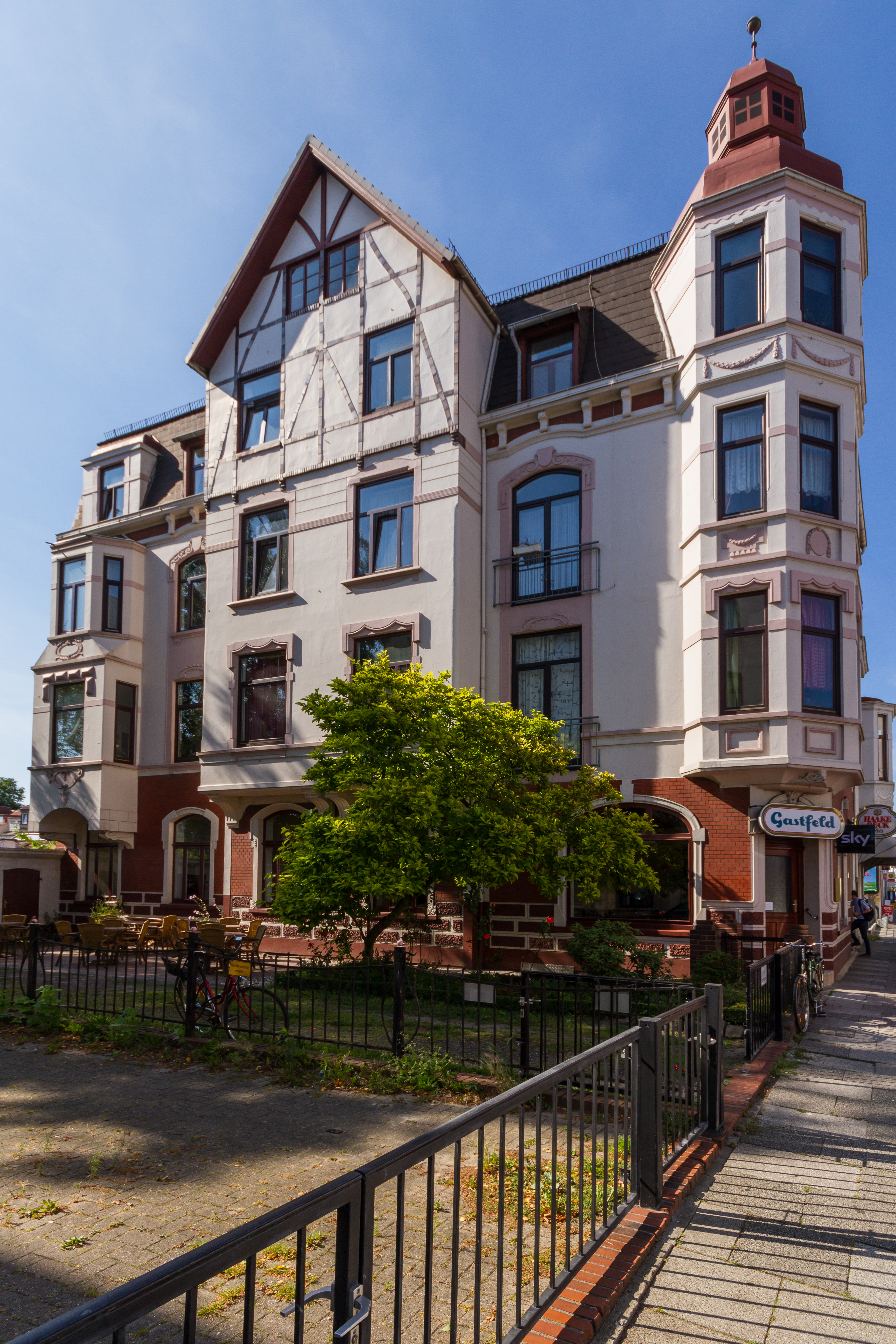
Gastfeldstraße 67: Haus Gastfeld

Die Gastfeldstraße ist eine historische Straße in Bremen Stadtteil Neustadt, Ortsteile Südervorstadt, Gartenstadt Süd und Buntentor. Sie führt in Nordwest-Südost-Richtung von der Pappelstraße (1863) / Friedrich-Ebert-Straße bis zum Kirchweg.
Die Querstraßen wurden benannt u. a. nach Philosophen (Philosophenviertel), Dichtern, Feldherren und Schlachtenorten als Friedrich-Ebert-Straße (von um 1914) nach dem Politiker (SPD) und Reichspräsidenten, Hegelstraße nach dem Philosophen Hegel, Kantstraße nach dem Philosophen
Kant, Ottostraße (1873) nach dem Grundstückseigner Otto Meyer, Hermannstraße (1873) nach dem Grundstückseigner Hermann Raising, Rasingstraße nach dem Grundstückseigner, Lehnstedter Straße nach der Flurbezeichnung, Meyerstraße nach dem Bauunternehmer, Geschwornenweg nach den Geschworenen der Bauernschaft, Sedanstraße nach der Schlacht von Sedan, Waterloostraße nach der Schlacht bei Waterloo, Kolberger Straße nach dem Festungsort Kolberg, Graudenzer Straße nach der Stadt Graudenz, Tauroggener Straße nach dem Ort Tauroggen und der Konvention von Tauroggen, Gottfried-Menken-Straße nach einem Theologen, Gneisenaustraße nach dem Generalfeldmarschall Gneisenau, Yorckstraße nach dem Feldherren Wartenburg, Friedrich-Wagenfeld-Straße nach dem Schriftsteller, Roßbachstraße nach der Schlacht bei Roßbach, Gellertstraße nach dem Dichter Gellert, August-Hinrichs-Straße (1876) nach dem Schriftsteller, Claudiusstraße nach dem Dichter Claudius, Kirchweg nach der dortigen Jacobi-Kirche; ansonsten siehe beim Link zu den Straßen.

## Geschichte
Gastfeld ist das niederdeutsche Wort für Gerstenfeld. Ihren Namen erhielt die Straße 1875 nach der Feldmark, auf der es Gerstefelder gab.

### Entwicklung
Als Süderort wurde früher das Gebiet am linken Weserufer südlich der Altstadt bezeichnet, später dann als Neustadt. Ab 1623 wurden die Befestigungsanlagen links der Weser gebaut und ab 1802 abgetragen. Erst nach 1870 fand im Gast-Kamp in der Feldmark Neuenlande (Nielandt) im Gebiet Obervihlandt der Bau von Straßen und Häusern statt. 1875 wurde die Gastfeldstraße angelegt. Eine verstärkte Bebauung fand um 1900 bis 1914 statt. Zunächst war geplant bis zur Nr. 67, dem Haus Gastfeld, zu bauen. Das Landesamt für Denkmalpflege Bremen befand: „Das Bauwerk markiert eine bedeutsame städtebauliche Situation, indem es durch seine Gestaltung und Anordnung auf eine steckengebliebene Planung verweist, nämlich die Verlängerung der Sedanstraße über die Gastfeldstraße hinaus....“ So entstand hier ein Eckhaus ohne Ecke.
Die Luftangriffe 1944/45 vernichteten Teile der Alten Neustadt; an der Gastfeldstraße wurden nur einige Häuser zerstört. Nach dem Krieg entstand von 1957 bis 1960 die Mietshaussiedlung der Gewoba in der Gartenstadt Süd.

### Verkehr
1875 wurde die Gastfeldstraße angelegt.
Durch die Gastfeldstraße fuhr von 1958 bis 1967 die Straßenbahnlinie 6, die am Kirchweg begann und zur Hemmstraße in Findorff führte.
Die Straßenbahn Bremen quert die Straße an der Friedrich-Ebert-Straße mit der Linie 6 (Flughafen – Universität).
Im Nahverkehr in Bremen durchfahren die Buslinien 26 (Huckelriede – Walle) und 27 (Huckelriede – Findorff/Weidedamm) die Straße.

## Gebäude und Anlagen
An der Straße befinden sich u. a. zwei- bis fünfgeschossige Häuser.
Bremer Baudenkmale
- Nr. 15 bis 19: Drei dreigeschossige verklinkerte Wohn- und Geschäftshäuser Gastfeldstraße 15 bis 19 nach Plänen der Bauhütte Hansa
- Nr. 67: 3-gesch. Haus Gastfeld von 1906/07 mit Mansarddach, Zierfachwerk im seitlichen Giebel und einem markanten, viergeschossigen Eckturm mit Glockenhaube nach Plänen von Johann Diedrich Biermann, einer seit 1911 bestehenden Kulturkneipe als ältestes noch bestehendes Wirtshaus der Neustadt.[1]

Erwähnenswerte Gebäude und Anlagen
- Nr. 4 sowie 17–19: 4-gesch. Wohnhäuser mit Putz- und Klinkerfassaden im Stil der Modernen von 1930/31 der gewerkschaftlichen Wohnungsbaugenossenschaft (Bauhütte Hansa in Bremen, heute Gewoba) nach Plänen von J.B. Berner und E. Bohne
- Nr. 53: 2-gesch. Haus mit der Kita Zion der Zionskirche
- Meyerstraße: 2- und 3-gesch. Bremer Häuser der gehobenen Mittelschicht
- Nr. 61: 3-gesch. Wohn- und Geschäftshaus mit dem DHL Paketshop
- Nr. 65: die ›kleine Schwester‹ des Gastfeldhauses (Nr. 67), vom gleichen Baumeister Johann Diedrich Biermann geplant und errichtet
- Nr. 67: Siehe oben und daneben
- Nr. 69: 4-gesch. Wohnhaus als Eckhaus ohne Ecke von um 1910 mit Erker; die Sedanstraße wurde aber hier nicht verlängert
- Nr. 76: 2-gesch. Wohnhaus von um 1910 mit Zwerchgiebel
- Nr. 78: 3-gesch. Wohn- und Geschäftshaus von um 1910 mit Zwerchgiebel an der Ecke Sedanstraße
- Waterloostraße: 2-gesch. Bremer Häuser
- Kolbergstraße: 2-gesch. Wohnhäuser
- Graudenzstraße: 2-gesch. Wohnhäuser
- Gellertstraße: 2-gesch. Bremer Häuser
- Nr. 122–134: 5-gesch. Wohn- und Geschäftshaus der 1970/80er Jahre
- Nr. 148–158: neuere 3- bis 4-gesch. Wohnhäuser
- Nr. 133–159: Vier 4-gesch. Wohnhäuser mit Flachdächern der Gartenstadt Süd von 1957 bis 1960 der Gewoba, nach städtebaulichen Planung der Architekten Max Säume und Günther Hafemann

Gedenktafeln
- Stolpersteine für die Opfer des Nationalsozialismus gemäß der Liste der Stolpersteine in Bremen, Querstraßen:
  - Kantstraße 42 für Alfred Bostelmann (1921–1943), hingerichtet im Zuchthaus Brandenburg-Görden
  - Hermannstraße 101 für Neti (1905–1941), Tonie Ginsberg (1938–1941); Beide ermordet in Minsk, Walter Ginsberg (1906–19??), 1939 Flucht nach England